# Unstoppable (Sia)
"Unstoppable" is een nummer van de Australische singer-songwriter Sia uit 2016.

## Achtergrond
Het lied komt van haar zevende studioalbum This Is Acting en werd geschreven door Sia samen met Christopher Braide. De producent was Jesse Shatkin. Op 21 januari 2016 werd het als promosingle uitgebracht. 
In juli 2016 werd een nieuwe versie van het nummer uitgebracht, met een couplet van de Amerikaanse rapper Pusha T., voor een reclame van Gillette. In 2019 werd het nummer gebruikt in de reclame voor Lancôme met Zendaya in de hoofdrol. In 2022 werd "Unstoppable" gebruikt in een reclame voor Samsung Galaxy.
In 2022 werd het nummer als officiële single op de radio uitgebracht in de Verenigde Staten, nadat het populair was geworden via reclamespots en de TikTok.

## Ontvangst
In 2016 werd het nummer slechts een kleine hit in verschillende landen, waaronder Oostenrijk (nummer 35), Frankrijk (23) en Duitsland (62).
Dankzij de verschillende reclames waarvoor het nummer gebruikt werd, en daarna dankzij veelvuldig gebruik op TikTok, won het nummer toch aan bekendheid. Tussen 2019-2022 behaalde het alsnog in verschillende landen de hitlijsten. In de Vlaamse Ultratop 50 werd de 21e plek behaald, in de Waalse versie plek 10. In Nederland bleef het nummer steken in de Tipparade.
"Unstoppable" behaalde eind 2023 één miljard streams op Spotify en werd daarmee het derde Sia-nummer dat dit bereikte. Bij de APRA Music Awards van 2024 won het lied de prijs voor meest uitgevoerde Australische uitvoering in het buitenland.

### NPO Radio 2 Top 2000
Unstoppable stond in 2024 voor het eerst in de NPO Radio 2 Top 2000, op plek 1683.